# Горње Црниљево
Горње Црниљево је насеље у Србији у општини Осечина у Колубарском округу. Према попису из 2022. било је 329 становника.

## Географски положај
Горње Црниљево је смештено на северу општине Осечина. Граничи се са селима Миличиница, Сирдија селом Осечина и варошицом Доње Црниљево. Окружује га планина Влашић, чија је највећа надморска висина 474m. Највиши врх назива се Чот, а остали су Главица, Велики Белег, Мраморје. У Горњем Црниљеву извире река Тамнава, која протиче кроз Доње Црниљево и даље до Уба где се улива у Колубару.
Повезано је са Осечином и Ваљевом асфалтним путевима.

## Природне одлике
Земљиште је углавном брдско, са равницом око реке Тамнаве. Успевају житарице и то: пшеница, кукуруз, јечам, зоб; затим воће: малине, купине, шљиве те разне врсте печурки од којих су најпознатије медведаре, лисичарке, млечнице, рујнице. Узгајају се краве, овце, козе, живина. Од дивљачи могу се наћи зец, срне, лисице, као и повремено дивље свиње. Крај је врло богат шумом, у којој преовлађују буква и храст (цер). У селу постоји и више извора минералне, киселе воде, богате гвожђем. Прва анализа ове воде извршена је још 1846. године
- Горње Црниљево - панорама
- Горње Црниљево - панорама
- Горње Црниљево - панорама
- Горње Црниљево - панорама
- Горње Црниљево - панорама
- Горње Црниљево - панорама
- Горње Црниљево - панорама
- Горње Црниљево - панорама

## Друштвене организације
- Основна четвороразредна школа, истурено одељење Браћа Недић Осечина
- Дом Културе
- ФК Миленко Павловић Пилот
- Истоимено Ловачко удружење

## Историја
На изворима минералне воде у римско време постојале бање, које су се називале киселе. Постојао је и латински пут, који је венцем Влашића водио за Цариград. По легенди, У Горњем Црниљеву се, у долини реке Тамнаве одиграла битка између српске и мађарске војске, око 1387. године. Српску војску је предводио чувени војвода Рађ, по ком је крупањски крај добио име Рађевина. Изгинули ратници су сахрањени у шумарку изнад реке где и данас постоје остаци њихових хумки. Такође, у то време, на је дном делу Влашића живот је изгубио, према легенди Радослав Облачић, који је погинуо приликом пада са коња враћајући се са крштења близанаца војводе Драгије, којима је био кум. Војвода Драгија је био, према легенди управник града Вагањ, касније погинуо на Косову. Свом куму Радославу подигао је велики бели стећак (Белег) на месту погибије, па се то брдо Влашића до данас зове Велики Белег. Не зна се тачно како је село добило име (као и истоимена варошица). Најприхваћенија теорија гласи да је село добило име због куге која је једно време харала овим крајем.
Становници села су били учесници Балканских и Првог и Другог светског рата. О томе сведоче спомен-плоче: у спомен-комплексу пилоту Миленку Павловићу (Борци Балканских и Првог светског рата) и код Киселе воде спомен-плоча изгинулим партизанима (за неке од њих постоји податак да су убијени у Јасеновцу). Један број становника је учествовао и у четничком покрету.
Било је и учесника ратова у Босни и Хрватској 1991-1995. и на Косову 1998-99.
У Горњем Црниљеву, урађен је спомен-комплекс који обухвата:
- Спомен-чесму са плочама пилоту Павловићу и мајору Александру Стефановићу(погинулом 1991 код Товарника) као и војницима изгинулим у ратовима за ослобођење 1912-1918. На спомен-чесми се налази крило са авиона mig-29 пилота Павловића
- Ловачки спомен-дом Миленко Павловић Пилот
- Авион Типа Супер Галеб
- Топ са Цера, могући учесник Церске битке

У оквиру комплекса се налазе и Црква Обновљења храма св. Георгија-Ђурђица, са парохијским домом као и игралиште ФК Миленко Павловић-Пилот.

## Православље и духовност
До 1991/92. Горње Црниљево није имало своју цркву, те се на Литургије и црквене обреде ишло у оближњу Миличиницу која је вековима била седиште парохије 2 села (што је и данас). Године 1991/92. почело се са градњом храма који је убрзо завршен а посвећен је Обновљењу храма Св. великомученика Георгија-Ђурђицу. Године 1998/99. изграђен је парохијски дом. Село нема свог пароха већ један исти опслужује и Горње Црниљево и Миличиницу. Тренутно, парох је Зоран Јаковљевић. Највише се славе: Ђурђевдан, Ђурђиц, Никољдан. славе се још и Св. Василије Велики, Св. Јован Милостиви, Св. мученик Мина-Мратиндан. Занимљиво је напоменути да је у једном тренутку готово читаво село било учлањено у СКЈ (КПЈ) али да су готово сва домаћинства непрекидно одржала Крсну Славу.

## Знамените личности
- Миленко Павловић (1959-1999), пилот-потпуковник, командант 204. ловачко-авијацијског пука, погинуо изнад Ваљева, 4. маја 1999.
- Бранислав Иконић (1928-2002), председник владе СР Србије (1982-1986)
- Војислав Богосављевић (1922), Генерални директор Завода за израду новчаница (1973-1986)
- Љубиша Ранковић, фудбалер Рада, Партизана, Смедерева, Земуна, Каена (Француска), Сетеа (Француска), Металурга (Украјина), Илва (Јужна Кореја), Сечуан (Кине), секретар стручног штаба ФК Партизан
- Александар Ивановић (1938-1999), дипл. маш. инж, директор ХЕ Зворник
- Милан Ивановић, песник
- Милијан Петровић (1966), сликар и скулптор

## Демографија
У насељу Горње Црниљево живи 465 пунолетних становника, а просечна старост становништва износи 44,7 година (44,2 код мушкараца и 45,2 код жена). У насељу има 164 домаћинства, а просечан број чланова по домаћинству је 3,38.
Ово насеље је великим делом насељено Србима (према попису из 2002. године), а у последња три пописа, примећен је пад у броју становника.
|  |

| Демографија | Демографија | Демографија |
| Година      | Становника  | Становника  |
| ----------- | ----------- | ----------- |
| 1948.       | 1.115       |             |
| 1953.       | 1.155       |             |
| 1961.       | 1.073       |             |
| 1971.       | 988         |             |
| 1981.       | 876         |             |
| 1991.       | 695         | 671         |
| 2002.       | 554         | 568         |

| Етнички састав према попису из 2002.‍ | Етнички састав према попису из 2002.‍ | Етнички састав према попису из 2002.‍ | Етнички састав према попису из 2002.‍ | Етнички састав према попису из 2002.‍ |
| ------------------------------------ | ------------------------------------ | ------------------------------------ | ------------------------------------ | ------------------------------------ |
|                                      |                                      |                                      |                                      |                                      |
| Срби                                 | Срби                                 |                                      | 551                                  | 99,45%                               |
| Хрвати                               | Хрвати                               |                                      | 1                                    | 0,18%                                |
| Југословени                          | Југословени                          |                                      | 1                                    | 0,18%                                |
| непознато                            | непознато                            |                                      | 1                                    | 0,18%                                |

| Година пописа     | 1948. | 1953. | 1961. | 1971. | 1981. | 1991. | 2002. |
| ----------------- | ----- | ----- | ----- | ----- | ----- | ----- | ----- |
| Број домаћинстава | 178   | 185   | 190   | 202   | 196   | 191   | 164   |

| Број чланова      | 1  | 2  | 3  | 4  | 5  | 6  | 7 | 8 | 9 | 10 и више | Просек |
| ----------------- | -- | -- | -- | -- | -- | -- | - | - | - | --------- | ------ |
| Број домаћинстава | 25 | 45 | 22 | 32 | 15 | 15 | 6 | 2 | 0 | 2         | 3,38   |

| Пол    | Укупно | Неожењен/Неудата | Ожењен/Удата | Удовац/Удовица | Разведен/Разведена | Непознато |
| ------ | ------ | ---------------- | ------------ | -------------- | ------------------ | --------- |
| Мушки  | 247    | 67               | 155          | 20             | 5                  | 0         |
| Женски | 231    | 24               | 156          | 46             | 5                  | 0         |
| УКУПНО | 478    | 91               | 311          | 66             | 10                 | 0         |

| Пол    | Укупно                    | Пољопривреда, лов и шумарство | Рибарство                            | Вађење руде и камена | Прерађивачка индустрија       |
| ------ | ------------------------- | ----------------------------- | ------------------------------------ | -------------------- | ----------------------------- |
| Мушки  | 192                       | 172                           | 0                                    | 0                    | 7                             |
| Женски | 144                       | 141                           | 0                                    | 0                    | 0                             |
| УКУПНО | 336                       | 313                           | 0                                    | 0                    | 7                             |
| Пол    | Производња и снабдевање   | Грађевинарство                | Трговина                             | Хотели и ресторани   | Саобраћај, складиштење и везе |
| Мушки  | 1                         | 2                             | 3                                    | 0                    | 0                             |
| Женски | 0                         | 0                             | 1                                    | 1                    | 0                             |
| УКУПНО | 1                         | 2                             | 4                                    | 1                    | 0                             |
| Пол    | Финансијско посредовање   | Некретнине                    | Државна управа и одбрана             | Образовање           | Здравствени и социјални рад   |
| Мушки  | 0                         | 0                             | 5                                    | 1                    | 0                             |
| Женски | 0                         | 0                             | 0                                    | 1                    | 0                             |
| УКУПНО | 0                         | 0                             | 5                                    | 2                    | 0                             |
| Пол    | Остале услужне активности | Приватна домаћинства          | Екстериторијалне организације и тела | Непознато            | Непознато                     |
| Мушки  | 1                         | 0                             | 0                                    | 0                    | 0                             |
| Женски | 0                         | 0                             | 0                                    | 0                    | 0                             |
| УКУПНО | 1                         | 0                             | 0                                    | 0                    | 0                             |